# Kattrin Jadin
Kattrin Jadin (Luik, 1 juli 1980) is een voormalig Belgisch politica voor de PFF, de Duitstalige vleugel van de Franstalige liberale partij MR.

## Levensloop
Als licentiate in de politieke wetenschappen en in de internationale relaties aan de Universiteit van Luik werkte ze van 2003 tot 2007 als raadgeefster van de cel Regie der Gebouwen op het kabinet van toenmalig minister van Financiën Didier Reynders.
In 2000 werd Jadin lid van de JFF, de jongerenafdeling van de PFF, en in 2003 was ze korte tijd ondervoorzitter van de MR-jongerenafdeling van de provincie Luik. Sinds 2006 is ze gemeenteraadslid van Eupen, waar ze van 2018 tot 2022 schepen was.
Van 2006 tot 2007 was ze eveneens provincieraadslid van de provincie Luik. Van 2007 tot 2022 was Kattrin Jadin lid van de Kamer van volksvertegenwoordigers en was er ondervoorzitster van de commissie Buitenlandse Relaties, lid van de commissie Economie, Wetenschappelijke Politiek, Onderwijs, Wetenschappelijke Instituten, Nationale Cultuur, Middenklasse en Landbouw en van de commissie Naturalisaties. Ook was ze lid van de commissie Infrastructuur en van de speciale Commissie belast met het onderzoeken van de oorzaken van het treinongeval bij Buizingen. In 2015-2016 was ze voorzitster van de bijzondere commissie Dieselgate.
Van 2006 tot 2022 was ze eveneens raadgevend lid van het Parlement van de Duitstalige Gemeenschap en van september 2009 tot augustus 2022 ze partijvoorzitster van de PFF en ondervoorzitster van de MR. Haar jongere zus Evelyn Jadin werd eveneens politiek actief.
In juni 2022 werd Kattrin Jadin door haar partij voorgedragen als kandidaat om Jean-Paul Moerman op te volgen als rechter in het Grondwettelijk Hof. Jadin was daarmee de eerste Duitstalige die voorgedragen werd om in dit hof te zetelen. Bij koninklijk besluit van 13 september 2022 werd ze benoemd tot rechter van het Grondwettelijk Hof in de Franse taalgroep, en op 26 september 2022 legde ze de eed af in de handen van de Koning.
Ook is Jadin ridder in de Leopoldsorde.